# Teatret Møllen
Teatret Møllen er et teater beliggende i Haderslev.
Teatret, der har eksisteret siden 1974, har status som egnsteater i Haderslev Kommune og Sønderjylland. Der spilles stationært på den gamle slotsvandmølle i Haderslev samt på teatre, i teaterforeninger, på skoler og kulturelle institutioner over hele Danmark samt på teaterfestivaler. Årligt har teatret omkring 120 forestillinger for børn og voksne på teatret i Haderslev samt på turné over hele landet.
Teatret Møllen har et fast ensemble bestående af skuespillerne Klaus Andersen, Connie Tronbjerg samt skuespiller og instruktør Ole Sørensen. Til dagligt ledes teatret af Nikolaj Mineka, der er uddannet på Skuespillerskolen ved Aarhus Teater i 2008. Nikolaj Mineka stiftede i 2010 Teateriet Apropos sammen med kollegaen Daniel Bevensee og har derefter været tilknyttet Teatret Svalegangen, hvor han var med til at etablere ekstrascenen Off the Record. I 2014 fik han posten som teaterchef på Teatret Møllen, der før dette blev ledet af teatrets dramaturgiat.
Plakaterne til Teatret Møllens forestillinger er skabt af Gitte Kath, der ligeledes har arbejdet på teatret som scenograf, instruktør og manuskriptforfatter fra 1974 til 2015. Gitte Kath har også været med i udlandet, hvor hun har engageret sig i den internationale plakatkunst - både som jurymedlem og som udøvende kunstner. Hun har stadigvæk tilknytning til Teatret Møllen i dag, hvor hun fortsat står for at lave plakaterne til teatrets forskellige forestillinger.

## Teatersalen
Teatret Møllens teatersal ligger på den øverste etage af den gamle vandmølle. Den er af black-box-typen, hvor der med en standardopstilling er plads til 79 tilskuere på publikumsopbygningen. Når scenografien tillader en stolerække på gulvet, er der plads til yderligere 14 tilskuere. Over trappehuset er der en repos, som normalt benyttes til teknik. Reposen er ikke centralt placeret, men der er overblik over hele spillefladen herfra.

## Bestyrelse
- Anette Petersen (formand)
- Simon Faber (næstformand), projektleder for Genforeningen 2020 og fhv. overborgmester i Flensborg
- Marianne Christiansen, biskop over Haderslev Stift
- Connie Tronbjerg (medarbejderrepræsentant)
- Henrik Rønnow, byrådsmedlem i Haderslev
- Kristian Rørbæk Thrane, kommunikationsansvarlig for Aarhus 2018 Europæisk Frivillighovedstad
- Lone Wessel, Teaterdirektør for Horsens Ny Teater

## Ekstern henvisning
- Teatret Møllens hjemmeside

55°14′52.5″N 9°29′21.5″Ø / 55.247917°N 9.489306°Ø